# Tribunale per i minorenni
Il tribunale per i minorenni, nell'ordinamento giuridico italiano, è una sezione del tribunale ordinario in forma collegiale. Presso ciascuno di questi tribunali è istituita anche una procura della Repubblica.

## Storia
Il tribunale per i minorenni nasce ufficialmente nel 1929, quando è però collegato alla corte d'appello; nel 1934 nascono i primi veri e propri tribunali per minori, che però sono ancora completamente dipendenti, per organizzazione e fondi, dei tribunali ordinari. Dagli anni '70, i tribunali per minori diventano effettivamente indipendenti con organizzazione e fondi propri, giudici togati e onorari e commissione mista.

## Composizione
È composto da due giudici togati e due onorari, generalmente esperti in psicologia o pedagogia, nominati con D.P.R. su proposta del ministro della giustizia, previa deliberazione del Consiglio superiore della magistratura.

## Competenze
Le sue competenze sono in campo civile, amministrativo e penale.

### Amministrativa
Il tribunale per i minorenni ha il potere di disporre provvedimenti di tutela a favore dei minori di 18 anni che esercitano la prostituzione o che risultano vittime di reati a carattere sessuale.

### Civile
In campo civile le sue competenze sono concernenti la protezione della persona del minore in situazioni potenziali di pregiudizio o di abbandono. I provvedimenti conseguenti l'accertamento di tali situazioni possono decretare limitazioni all'esercizio della responsabilità genitoriale, disporre l'affidamento del minore e l’autorizzazione al matrimonio,
la nomina di un curatore speciale che assista il minore, gli interventi a tutela di minori in situazioni di disagio, la rimozione e riammissione dei genitori dall’amministrazione dei beni e dall’usufrutto legale o dichiararne l'adozione.
Per quello che riguarda quest'ultimo istituto, è competente anche per l'accettazione della dichiarazione di disponibilità all'adozione di una coppia, la verifica dei requisiti, la disposizione di accertamenti, l'eventuale dichiarazione di idoneità all'adozione della coppia stessa. Inoltre, dichiara l'efficacia di provvedimenti di adozione emessi da autorità straniere in conformità alla convenzione dell'Aja e a convenzioni bilaterali con altri Paesi. Ha competenza anche nei casi di sottrazione internazionale di minorenni, al fine di un immediato rientro nel luogo di residenza estera. È competente anche nelle cause di affidamento dei figli contesi, nati da un rapporto di convivenza.
Il curatore speciale viene nominato dal tribunale per i minorenni per rappresentare e sostituire il minore nel processo in contraddittorio con i genitori. Ciò avviene nel caso in cui non possano essere compiuti dai genitori, o dagli esercenti la responsabilità genitoriale, atti a tutela del suo interesse, per un conflitto di interessi sorto tra questi soggetti ed il minore stesso o per l’incapacità ad esercitare le responsabilità genitoriali (per procedimenti di sospensione o di decadenza dalla potestà genitoriale).

### Penale
Infine, in campo penale, giudica coloro che hanno commesso reati prima di compiere la maggiore età, tra i 14 e i 18 anni, dato che i minori di 14 anni non sono imputabili per legge. Il tribunale per i minorenni è comunque competente anche se il reato è stato commesso in concorso con maggiorenni.
Su tali reati il tribunale per i minorenni ha competenza esclusiva: quindi, la cognizione è ad esso attribuita anche se il minore ha commesso un reato che sarebbe di competenza della corte d'assise, del tribunale o del giudice di pace.
Può dichiarare estinto il reato se l'imputato supera un periodo di "messa alla prova", durante il quale deve dimostrare ravvedimento e crescita personale studiando, svolgendo attività di volontariato o lavorando.